# 仁科亜季子
仁科 亜季子（にしな あきこ、1953年〈昭和28年〉4月3日 - ）は、日本の女優である。本名は仁科 章子（読み同じ）。仁科 明子（読み同じ）の名でデビューするも、活動休止を経て、1999年に芸能界復帰の際に芸名を仁科 亜季子へと改名している。東京都目黒区出身。身長158cm。B84cm、W58cm、H86cm（1975年1月）。CINEMACT→イマージュエンターテインメント所属。信濃大町観光大使。

## 来歴
学習院女子高等科卒業。油絵が好きで、美大に行くつもりだったが、父と雑誌に載ったグラビアを見たNHKのプロデューサーの薦めにより、1972年（昭和47年）、庄司薫原作のテレビドラマ 『白鳥の歌なんか聞えない』（NHK、銀河ドラマ）出演を機に芸能界デビューした。
お嬢様女優として高い人気を得た。しかし1977年、俳優・松方弘樹との不倫騒動により、芸能活動を休止。1978年、松方と先妻との離婚が成立。1979年に結婚し、正式に芸能界を引退。2児をもうけたものの、1998年12月に離婚。
結婚後の1991年には子宮頸がんを発病し、子宮・卵巣・リンパ節を摘出する入院治療を受けた。この際、抗がん剤治療に伴う脱毛に悩まされなるなどの体験をしたことから、その後「子宮頸癌予防ワクチン接種の公費助成推進実行委員会」の発起人を務めた。松方との離婚を契機に1999年春に芸能界へ復帰。その際芸名の漢字表記をそれまでの「明子」から「亜季子」へと改名ししている。
2011年1月に息子の入籍とともに再婚を発表、2月に再婚。
2011年3月に東日本大震災が発生、子宮頸がん・乳がん検診を定期的に受けるよう訴える内容のACジャパンの差し替えCM（後述）が大量に流れたため「時期的にそぐわない」「しつこい」などの抗議が殺到し注目されることとなり「自分ではどうしようもなく困惑している」と娘のブログへ連名でコメントを出す。
2013年2月に離婚。
2014年10月に大腸がんのため、3度目のがん手術を受ける。
2021年6月からイマージュエンターテインメント所属。

## 人物
- デビュー前、幼馴染の池畑慎之介と交際していて結婚も考える間柄だったが、仁科が池畑の反対を押し切ってデビューしたため別れた[9][10][11]。
- 「仁科家は、仁科五郎盛信(武田信玄の五男) の子孫」だと述べている[12] [13]。
- 2012年11月に自身のブランドを立ち上げ、デザイナーとしてデビュー。
- 2023年6月に、息子・克基と共に宮崎県日南市にて障害者就労支援施設のフランチャイズ店「ヒカリマーリン」をオープン[14]。

## 家族・親族
- 祖父：花柳壽太郎（日本舞踊家）
- 父：十代目 岩井半四郎（歌舞伎俳優）[1]
- 母：月城彰子（元女優）
- 姉：岩井友見（女優）
- 妹：仁科幸子（女優）
- 元夫：松方弘樹（俳優）
- 義兄：船戸順（俳優）
- 義弟：前田剛（テレビ朝日映像ディレクター）
- 元継子：目黒大樹（俳優。松方と松方の最初の妻との息子）
- 息子：仁科克基（俳優）
- 娘：仁科仁美（タレント）
- 元義父：近衛十四郎（俳優）
- 元義母：水川八重子（女優）
- 元義弟：目黒祐樹（俳優）

## 出演

### 映画
- 祭りだお化けだ全員集合!!（1972年、松竹）
- 宮本武蔵（1973年、松竹）
- はつ恋 （1975年、東宝）
- 妻と女の間（1976年、東宝）
- 悪魔の手毬唄（1977年、東宝  ）
- 精霊流し（2003年、日活）
- いつか読書する日（2005年、スローラーナー）
- MAZE マゼ〜南風〜 （2005年 - 2006年、アルゴ・ピクチャーズ）
- ヒカリサス海、ボクノ船（2005年、GPミュージアムソフト（現オールインエンタテインメント）/ウィルコ）
- RAILWAYS 愛を伝えられない大人たちへ（2011年、松竹）
- グッバイエレジー（2017年、マジックアワー） - BARの女将 役
- 犬、回転して、逃げる（2023年、アイエス・フィールド）[15]
- きみとまた（2023年）[16]
- 真夏の果実（2025年） - 龍馬の母親 役[17]

### テレビドラマ
- 銀河ドラマ（NHK総合）
  - 白鳥の歌なんか聞えない（1972年）
- 赤ひげ（1972年、NHK総合）
- 東芝日曜劇場[18]（TBS）
  - 第829回「田楽交響楽」（1972年、HBC制作）
  - 第833回「北の都の秋たけて」（1972年、ABC制作）
  - 第848回「祇園花見小路」（1973年、CBC制作）
  - 第888回「聖夜」（1973年、HBC制作）
  - 第901回「浅き春の里」（1974年、CBC制作）
  - 第950回「二月の青春」(1975年）
  - 「うちのホンカンシリーズ」（1975年 - 1977年、HBC制作）
- 木下恵介・人間の歌シリーズ[18]（TBS）
  - 愛よ、いそげ!（1972年）
  - バラ色の人生（1974年）
  - 早春物語（1976年）
- おこれ!男だ（1973年、日本テレビ / 松竹）
- 火曜劇場（日本テレビ）
  - 加那子という女（1973年）
- あした天気に（1973年、フジテレビ）
- 大河ドラマ（NHK総合）
  - 勝海舟（1974年） - 糸 役 ※前夫松方弘樹と共演、知り合うきっかけとなる
- 女の気持（1974年、フジテレビ）
- 春ひらく（1974年、フジテレビ）
- 落下傘の青春（1975年、NHK総合）
- けんか安兵衛（1975年、関西テレビ制作） ※松方主演ドラマ。松方側が「ぜひ相手役に」と仁科側にオファーした作品（仁科著書より）
- 土曜劇場（フジテレビ）
  - あなただけ今晩は（1975年）
- 大都会 闘いの日々（1976年、日本テレビ / 石原プロ） - 黒岩恵子 役
- 土曜ドラマ（NHK総合）
  - 限りなき前進（1976年）
- 結婚前夜シリーズ 第6話「さよならインバネス」（1976年、TBS） - 村井佐和子 役
- 水戸黄門（TBS / C.A.L）
  - 第7部 第2話「姫君はにせ者・福島」（1976年5月31日） - 綾姫 役
  - 第37部 第4話「頑固一徹職人魂・松本」（2007年4月30日） - おくに 役
- その人は今…（1976年 - 1977年、NHK総合） - 須川美佐 役
- 堂々たる打算（1977年、NHK総合）
- グランド劇場（日本テレビ）
  - 華麗なる大泥棒!四丁目の刑事の家の間借人（1977年）
- 大都会 PARTII（1977年、日本テレビ / 石原プロ） 1-19話 ※途中降板 - 黒岩恵子 役
- 開局40周年記念特別企画 深田恭子ミレニアムドラマ「そして、友だち」（2000年、テレビ朝日）
- 愛をください（2000年、フジテレビ）
- 市原悦子ドラマスペシャル「長崎ぶらぶら節」（2001年、テレビ朝日）
- 藤沢周平の人情しぐれ町（2001年、NHK総合）
- ドラマDモード「ルージュ」（2001年、NHK総合）
- 女と愛とミステリー（テレビ東京）
  - 「江戸小紋殺人事件」（2001年）
  - 「パートタイム探偵2」（2004年） ‐ 岡園小枝子
- ハイビジョンサスペンス「量刑」（2002年、NHK BShi）
- 土曜ワイド劇場（テレビ朝日）
  - 「法医学教室の事件ファイル（17）笑う自殺者」（2003年）
  - 「検事・朝日奈耀子」(7)（2009年）
  - 「女警察署長」（2009年）- 森田夏江 役
- 金曜時代劇（NHK総合）
  - 御宿かわせみ（2003年） - 神林香苗 役
  - 御宿かわせみ〜第二章〜（2004年） - 神林香苗 役
  - 御宿かわせみ〜第三章〜（2005年） - 神林香苗 役
- 月曜ミステリー劇場「駅前タクシー湯けむり事件案内（2）」（2004年、TBS）
- 火曜サスペンス劇場「女検事・霞夕子（24）隣の関係」（2004年、NTV）
- 魂萌え!（2006年、NHK総合）
- 月曜ゴールデン（TBS）
  - 「パートタイム裁判官(2)」（2007年）
  - 「税務調査官・窓際太郎の事件簿」(25)（2013年） - 松元雪江 役
- 薔薇のない花屋（2008年、フジテレビ）
- あんどーなつ（2008年9月、TBS）第11話ゲスト
- 稲垣吾郎の金田一耕助 悪魔の手毬唄 （2009年1月5日、フジテレビ） - 仁礼咲枝 役
- 金曜プレステージ（フジテレビ）
  - さだまさし父の日ドラマSP「親父の一番長い日」（2009年6月19日） - 墨田輝代 役
  - 「検事・霞夕子（6）〜不能犯〜」（2014年5月23日） - 長沢緑 役
- ドラマスペシャル「断絶」（2009年10月、テレビ朝日） - 石神登紀子　役
- もしも明日…家族の葬式をする事になったら（ドラマ編「三日間戦争」）（2010年8月13日、NHK総合）
- 土曜時代劇 隠密八百八町（2011年1月 - 3月、NHK総合） - 千景 役
- シマシマ（2011年4月 - 6月、TBS） - 珠蕗椿 役
- クルマのふたり〜TOKYO DRIVE STORIES 第9話「プリティー・ウーマン」（2012年2月18日、TwellV） - 常盤仁美 役
- 連続ドラマW 「マグマ」（2012年、WOWOW） - 御室千歳 役
- 水曜ミステリー9（テレビ東京）
  - 「鑑識特捜班・九条礼子〜骨を知る女〜(3)」（2014年） - 笹川美奈子 役
  - 「警察大学校 日丸教授の事件ノート」（2014年7月9日） - 滝川千鶴 役
- 終戦記念スペシャルドラマ 「命ある限り戦え、そして生き抜くんだ」（2014年8月15日、フジテレビ） - 浜野八重子 役
- BARレモン・ハート SEASON2 第15話（2016年7月11日、BSフジ） - 矢島芳子 役
- この声をきみに（2017年、NHK総合） - 八坂淳子 役
- 日曜ワイド 庶務行員 多加賀主水が許さない（2017年、テレビ朝日） - 石岡珠代
  - 日曜プライム 庶務行員 多加賀主水が悪を断つ（2019年2月10日、テレビ朝日）
- 刑事ゆがみ（2017年、フジテレビ） - 薮田波江

### インターネット動画
- つか金フライデーDOUGA　フジテレビ無料動画サイト - 見参楽（みさんが！）（2011年8月12日 - 11月17日 配信）

### 舞台
- ペコロスの母に会いに行く（2016年） - 赤島京子 役

### バラエティ
- 虎ノ門市場（2019年、テレビ東京）

### ラジオ
- Changeの瞬間 〜がんサバイバーストーリー〜 （2021年11月7日・14日、朝日放送ラジオ）[19]

### CM
- ジャパンエナジー（現・ENEOS）「JOMOイメージガール」（1973年 - 1975年・2004年）
- キッコーマン　お歳暮キャンペーン（1973年）- 原健策と共演
- 太洋物産「ベータゴールド」（2003年 - 2007年）
- 養命酒（2006年・2007年）
- ACジャパン「大切なあなたへ」（2010年 - 2011年）- 娘の仁美と共演、自らの経験を話し「娘に同じ思いはさせたくない。子宮頸がん、乳がん検診を定期的に受けてほしい」と訴える。

## 著書
- いのち煌めいて（1996年、小学館）

## 受賞歴
- エランドール新人賞（1974年）
- 第25回日本映画批評家大賞・実写部門 ゴールデン・グローリー賞（2016年） [20]